# Flatsjön, Hälsingland
Flatsjön är en sjö i Hudiksvalls kommun i Hälsingland och ingår i Harmångersån-Delångersåns kustområde. Sjöns area är 0,027 kvadratkilometer och den är belägen 15 meter över havet.